# Südwestdeutsche Landesbank Girozentrale
Die Südwestdeutsche Landesbank Girozentrale, Kurzbezeichnung SüdwestLB, war bis 1998 die Landesbank des Landes Baden-Württemberg. Sitze des Kreditinstituts waren Stuttgart und Mannheim.
Die SüdwestLB entstand 1988 durch Zusammenschluss der Landesbank Stuttgart und der Badischen Kommunalen Landesbank. Zum 1. Januar 1999 fusionierte die SüdwestLB mit der Landesgirokasse und dem Marktteil der Landeskreditbank Baden-Württemberg zur Landesbank Baden-Württemberg (LBBW).